# Lu Lanfen
Lu Lanfen, död 1938, var en kinesisk kurtisan. Hon räknas som den andra av de fyra berömda kurtisanterna sida jingang; Lin, Lu, Jin och Zhang. Sedan hennes fotografi publicerats i en västerländsk tidning, blev hon känd i västerländsk press som "Kinas Skönhet". 
Hon kom från Suzhou, och bosatte sig sedan i Shanghai, där hon blev en av samtidens mest berömda kurtisaner. Hon beskrivs som lugn och vacker, och var också en uppskattad sångerska: det sades att hon kunde sjunga så väl att hennes röst dröjde kvar i dagar. Lu Lanfen levde ett liv i västerländsk stil, hade en livvakt anställd och begärde att de besökare hon tog emot i sin västerländska villa skulle klä sig i europeisk högtidsklädsel. Hon avled inte lång tid efter sitt giftermål. 